# Clostridium akagii
Clostridium akagii è una specie di batterio appartenente alla famiglia delle Clostridiaceae.